# Portoryko na Letnich Igrzyskach Olimpijskich 2008
Portoryko na Letnich Igrzyskach Olimpijskich 2008 reprezentowało 22 zawodników, 17 mężczyzn i 5 kobiet.

## Skład kadry

### Boks
| Zawodnik          | Konkurencja                     | 1/32                      | 1/16                       | Ćwierćfinał           | Półfinał              | Finał                 |
| Zawodnik          | Konkurencja                     | Przeciwnik Wynik          | Przeciwnik Wynik           | Przeciwnik Wynik      | Przeciwnik Wynik      | Przeciwnik Wynik      |
| ----------------- | ------------------------------- | ------------------------- | -------------------------- | --------------------- | --------------------- | --------------------- |
| McWilliams Arroyo | waga musza (do 51 kg)           |                           | Norbert Kalucza W 14-6     | Andry Laffita L 2-11  | → Nie awansował dalej | → Nie awansował dalej |
| McJoe Arroyo      | waga kogucia (do 54 kg)         | Sergiej Wodopjanow L 5-10 | → Nie awansował dalej      | → Nie awansował dalej | → Nie awansował dalej | → Nie awansował dalej |
| Jose Pedraza      | waga lekka (do 60 kg)           | Onur Şipal W 10-3         | Daouda Sow L 9-13          | → Nie awansował dalej | → Nie awansował dalej | → Nie awansował dalej |
| Jonathan Gonzalez | waga lekkopółśrednia (do 64 kg) | Ionuț Gheorghe L 4-21     | → Nie awansował dalej      | → Nie awansował dalej | → Nie awansował dalej | → Nie awansował dalej |
| Carlos Negrón     | waga półciężka (do 81 kg)       | Mehdi Ghorbani W 13-4     | Jerkebulan Szynaliew L 3-9 | → Nie awansował dalej | → Nie awansował dalej | → Nie awansował dalej |

### Gimnastyka
| Zawodnik    | Konkurencja                     | Ćwiczenia | Ćwiczenia         | Ćwiczenia  | Ćwiczenia | Ćwiczenia    | Ćwiczenia | Kwalifikacje | Kwalifikacje | Ćwiczenia (finał) | Ćwiczenia (finał) | Ćwiczenia (finał) | Ćwiczenia (finał) | Ćwiczenia (finał) | Ćwiczenia (finał) | Razem  | Razem |
| Zawodnik    | Konkurencja                     | wolne     | na koniu z łękami | na kółkach | skoki     | na poręczach | na drążku | Razem        | Poz.         | wolne             | na koniu z łękami | na kółkach        | skoki             | na poręczach      | na drążku         | Razem  | Poz.  |
| ----------- | ------------------------------- | --------- | ----------------- | ---------- | --------- | ------------ | --------- | ------------ | ------------ | ----------------- | ----------------- | ----------------- | ----------------- | ----------------- | ----------------- | ------ | ----- |
| Luis Rivera | wielobój indywidualnie mężczyzn | 15.125    | 14.750            | 15.250     | 16.225    | 14.575       | 14.675    | 90.600       | 13 Q         | 15.250            | 15.025            | 15.225            | 16.025            | 14.375            | 14.275            | 90.175 | 14    |

### Judo
| Zawodnik                   | Konkurencja      | 1/64  | 1/32                                 | 1/16                  | Ćwierćfinały          | Półfinały             | Pierwszy repasaż Runda | repasażowa Ćwierćfinały | repasażowe Półfinały  | Finał                 |
| Zawodnik                   | Konkurencja      | Wynik | Wynik                                | Wynik                 | Wynik                 | Wynik                 | Wynik                  | Wynik                   | Wynik                 | Wynik                 |
| -------------------------- | ---------------- | ----- | ------------------------------------ | --------------------- | --------------------- | --------------------- | ---------------------- | ----------------------- | --------------------- | --------------------- |
| Abderramán Brenes la Roche | –81 kg mężczyzn  |       | Giuseppe Maddaloni L 0020 / 0001     | → Nie awansował dalej | → Nie awansował dalej | → Nie awansował dalej | → Nie awansował dalej  | → Nie awansował dalej   | → Nie awansował dalej | → Nie awansował dalej |
| Alexis Chiclana Melendez   | –90 kg mężczyzn  |       | David Alarza L 1101 / 0100           | → Nie awansował dalej | → Nie awansował dalej | → Nie awansował dalej | → Nie awansował dalej  | → Nie awansował dalej   | → Nie awansował dalej | → Nie awansował dalej |
| Pablo Figueroa Carrillo    | +100 kg mężczyzn |       | Thormodur Arni Jonsson L 1000 / 0001 | → Nie awansował dalej | → Nie awansował dalej | → Nie awansował dalej | → Nie awansował dalej  | → Nie awansował dalej   | → Nie awansował dalej | → Nie awansował dalej |

### Lekkoatletyka
| Zawodnik        | Konkurencja                         | Kwal.   | Kwal. | Ćwierćfinał            | Ćwierćfinał            | Półfinał               | Półfinał               | Finał                  | Finał                  |
| Zawodnik        | Konkurencja                         | Wynik   | Poz.  | Wynik                  | Poz.                   | Wynik                  | Poz.                   | Wynik                  | Poz.                   |
| --------------- | ----------------------------------- | ------- | ----- | ---------------------- | ---------------------- | ---------------------- | ---------------------- | ---------------------- | ---------------------- |
| Félix Martinez  | bieg na 400 m mężczyzn              | 46.46   | 44    | → Nie awansował dalej  | → Nie awansował dalej  | → Nie awansował dalej  | → Nie awansował dalej  | → Nie awansował dalej  | → Nie awansował dalej  |
| David Freeman   | bieg na 1500 m mężczyzn             | 3:39.70 | 25    | → Nie awansował dalej  | → Nie awansował dalej  | → Nie awansował dalej  | → Nie awansował dalej  | → Nie awansował dalej  | → Nie awansował dalej  |
| Héctor Cotto    | bieg na 110 m przez płotki mężczyzn | 13.72   | 28    | 13.73                  | 27                     | → Nie awansował dalej  | → Nie awansował dalej  | → Nie awansował dalej  | → Nie awansował dalej  |
| Javier Culson   | bieg na 400 m przez płotki mężczyzn | 49.60   | 15    |                        |                        | 49.85                  | 14                     | → Nie awansował dalej  | → Nie awansował dalej  |
| Carol Rodríguez | bieg na 200 m kobiet                | 24.07   | 40    | → Nie awansowała dalej | → Nie awansowała dalej | → Nie awansowała dalej | → Nie awansowała dalej | → Nie awansowała dalej | → Nie awansowała dalej |
| Carol Rodríguez | bieg na 400 m kobiet                | 53.08   | 36    | → Nie awansowała dalej | → Nie awansowała dalej | → Nie awansowała dalej | → Nie awansowała dalej | → Nie awansowała dalej | → Nie awansowała dalej |

### Pływanie
| Zawodnik              | Konkurencje                      | Kwal.   | Kwal. | Półfinał               | Półfinał               | Finał                  | Finał                  |
| Zawodnik              | Konkurencje                      | Wynik   | Poz.  | Wynik                  | Poz.                   | Wynik                  | Poz.                   |
| --------------------- | -------------------------------- | ------- | ----- | ---------------------- | ---------------------- | ---------------------- | ---------------------- |
| Daniel Velez          | 100 m stylem klasycznym mężczyzn | 1:01.80 | 33    | → Nie awansował dalej  | → Nie awansował dalej  | → Nie awansował dalej  | → Nie awansował dalej  |
| Douglas Lennox-Silva  | 100 m stylem motylkowym mężczyzn | 53.34   | 38    | → Nie awansował dalej  | → Nie awansował dalej  | → Nie awansował dalej  | → Nie awansował dalej  |
| Douglas Lennox-Silva  | 200 m stylem motylkowym mężczyzn | 2:01.69 | 38    | → Nie awansował dalej  | → Nie awansował dalej  | → Nie awansował dalej  | → Nie awansował dalej  |
| Vanessa García        | 50 m stylem dowolnym kobiet      | 25.81   | 35    | → Nie awansowała dalej | → Nie awansowała dalej | → Nie awansowała dalej | → Nie awansowała dalej |
| Kristina Lennox-Silva | 400 m stylem dowolnym kobiet     | 4:20.17 | 36    | → Nie awansowała dalej | → Nie awansowała dalej | → Nie awansowała dalej | → Nie awansowała dalej |
| Kristina Lennox-Silva | 200 m stylem motylkowym kobiet   | 2:17.27 | 34    | → Nie awansowała dalej | → Nie awansowała dalej | → Nie awansowała dalej | → Nie awansowała dalej |

### Podnoszenie ciężarów
| Zawodnik     | Konkurencja   | Rwanie | Rwanie | Podrzut | Podrzut | Łącznie | Poz. |
| Zawodnik     | Konkurencja   | Wynik  | Poz.   | Wynik   | Poz.    | Łącznie | Poz. |
| ------------ | ------------- | ------ | ------ | ------- | ------- | ------- | ---- |
| Geralee Vega | -58 kg kobiet | 90 kg  | 8      | 112 kg  | 9       | 202 kg  | 9    |

### Strzelectwo
| Lucas Rafael Bennazar Ortiz | Trap podwójny mężczyzn | 123 | 19 | → Nie awansowała dalej | → Nie awansowała dalej | → Nie awansowała dalej | → Nie awansowała dalej |

### Taekwondo
| Zawodnik        | Konkurencja     | 1/16                      | Ćwierćfinał           | Półfinał              | Ćwierćfinał repasaż   | Półfinał repasaż      | Finał                  |
| Zawodnik        | Konkurencja     | Przeciwnik Wynik          | Przeciwnik Wynik      | Przeciwnik Wynik      | Przeciwnik Wynik      | Przeciwnik Wynik      | Przeciwnik Wynik       |
| --------------- | --------------- | ------------------------- | --------------------- | --------------------- | --------------------- | --------------------- | ---------------------- |
| Ángel Román     | -80 kg mężczyzn | Sebastien Michaud L 1-2   | → Nie awansował dalej | → Nie awansował dalej | → Nie awansował dalej | → Nie awansował dalej | → Nie awansował dalej  |
| Asunción Ocasio | -67 kg kobiet   | Elisavet Mystakidou W 1-0 | Helena Fromm W 2-0    | Karine Sergerie L 0-2 |                       | Sandra Šarić L 1-5    | → Nie awansowała dalej |